# 135 Hertha
Hertha (asteroide 135) é um asteroide da cintura principal com um diâmetro de 79,24 quilómetros, a 1,92661071 UA. Possui uma excentricidade de 0,20653464 e um período orbital de 1 381,96 dias (3,78 anos).
Hertha tem uma velocidade orbital média de 19,11435942 km/s e uma inclinação de 2,30560679º.
Este asteroide foi descoberto em 18 de Fevereiro de 1874 por Christian Peters.